# Чепинські Мартинці
45°31′ пн. ш. 18°28′ сх. д. / 45.51° пн. ш. 18.47° сх. д.
Чепинські Мартинці (хорв. Čepinski Martinci) — населений пункт у Хорватії, в Осієцько-Баранській жупанії у складі громади Чепин.

## Населення
Населення за даними перепису 2011 року становило 663 осіб.
Динаміка чисельності населення поселення:

## Клімат
Середня річна температура становить 11,05 °C, середня максимальна – 25,40 °C, а середня мінімальна – -6,10 °C. Середня річна кількість опадів – 673 мм.
| Клімат поселення                              | Клімат поселення | Клімат поселення | Клімат поселення | Клімат поселення | Клімат поселення | Клімат поселення | Клімат поселення | Клімат поселення | Клімат поселення | Клімат поселення | Клімат поселення | Клімат поселення | Клімат поселення |
| Показник                                      | Січ.             | Лют.             | Бер.             | Квіт.            | Трав.            | Черв.            | Лип.             | Серп.            | Вер.             | Жовт.            | Лист.            | Груд.            |                  |
| Середній максимум, °C                         | 5,64             | 7,90             | 12,59            | 17,13            | 22,26            | 25,40            | 25,40            | 24,90            | 20,84            | 15,45            | 9,50             | 5,50             |                  |
| Середня температура, °C                       | −0,2             | 2,04             | 6,70             | 11,29            | 16,40            | 19,51            | 21,27            | 20,80            | 16,74            | 11,31            | 5,37             | 1,40             |                  |
| Середній мінімум, °C                          | −6,1             | −3,82            | 0,80             | 5,39             | 10,50            | 13,65            | 17,16            | 16,70            | 12,61            | 7,20             | 1,22             | −2,7             |                  |
| Норма опадів, мм                              | 43               | 39               | 41               | 53               | 61               | 85               | 64               | 62               | 51               | 58               | 64               | 52               |                  |
| Середньомісячна швидкість вітру, м/с          | 2.29             | 2.50             | 2.80             | 2.70             | 2.40             | 2.20             | 2.18             | 2.00             | 2.00             | 2.10             | 2.20             | 2.30             |                  |
| Середньомісячна сонячна радіація, кДж/м²·день | 4248             | 6923             | 10893            | 15395            | 19382            | 21495            | 22249            | 20335            | 14962            | 9366             | 4788             | 3518             |                  |
| --------------------------------------------- | ---------------- | ---------------- | ---------------- | ---------------- | ---------------- | ---------------- | ---------------- | ---------------- | ---------------- | ---------------- | ---------------- | ---------------- | ---------------- |
| Джерело:                                      |                  |                  |                  |                  |                  |                  |                  |                  |                  |                  |                  |                  |                  |